# Ureilit

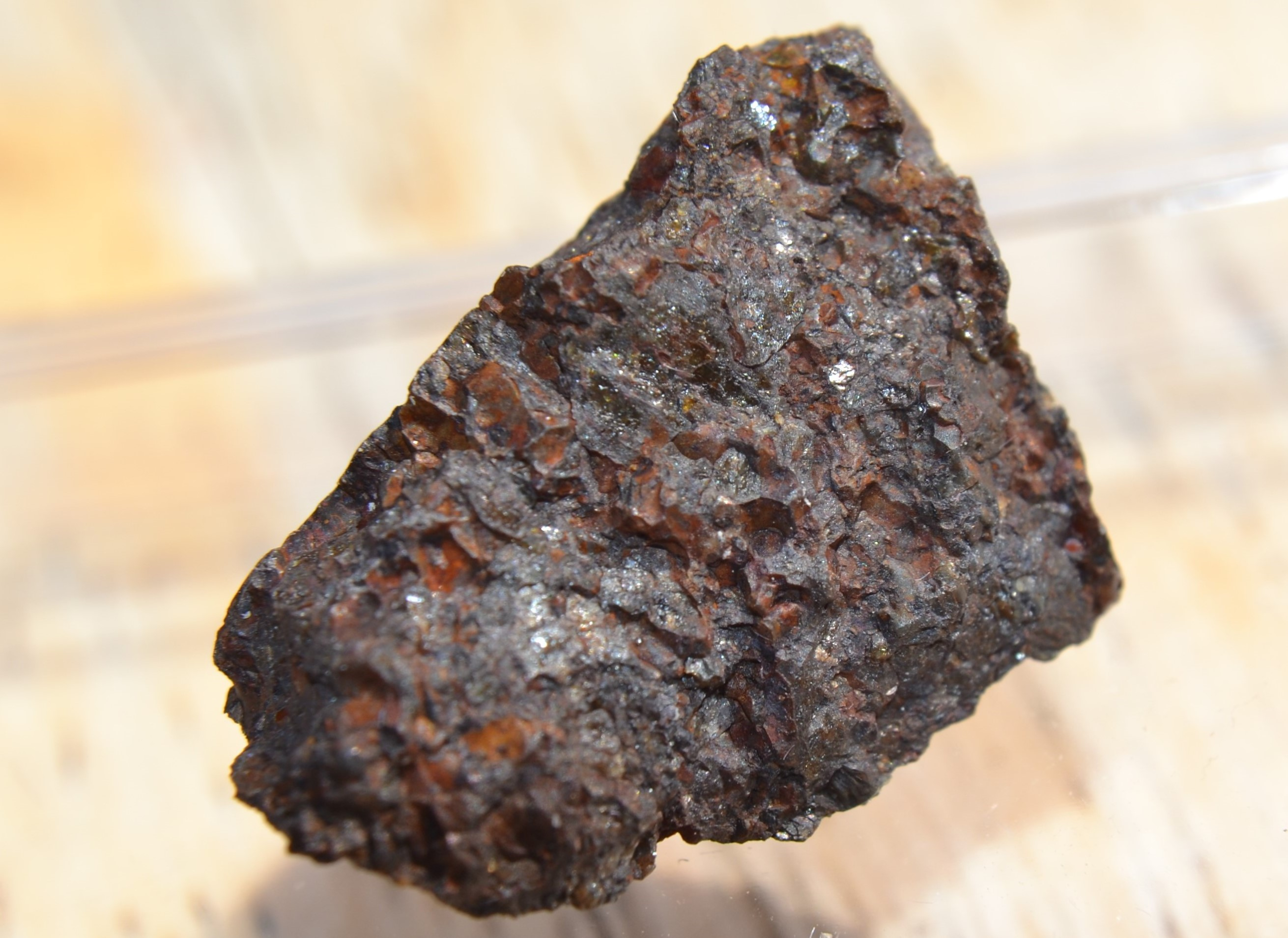
NWA 2625, Fotobreite 43 mm. Foto: Priv.Sammlung F.Wilde-Kutsch

Ureilite sind eine seltene Art von Steinmeteoriten, einer Untergruppe der Achondrite, die eine einzigartige mineralogische Zusammensetzung haben.

## Zusammensetzung
Ein technischer Name für den Ureilit würde Olivin-Pigeonit-Achondrit lauten. Im Vergleich zu den meisten anderen Meteoriten neigen Ureilite dazu, einen hohen Anteil an Kohlenstoff zu haben (durchschnittlich 3 % nach Gewicht) in Form von Graphit und Nano-Diamanten. Die Diamanten (selten mehr als ein paar Mikrometer im Durchmesser) sind wahrscheinlich aufgrund der hohen Druckschockwellen durch Kollisionen des Ureilit-Grundkörpers mit anderen Asteroiden erzeugt worden. Es werden monomikte (unbrekziierte) und polymikte Ureilite unterschieden. Monomikte Ureilite sind magmatische Gesteine, die aus grobkörnigem Olivin (Forsterit) und Klinopyroxen (Pigeonit) sowie Akzessorien wie Graphit, Diamant, Lonsdaleit, Nickel-Eisen oder Troilit bestehen. Polymikte Ureilite weisen verschiedene Klasten aus monomiktem Ureilit, Chondriten und anderen auf. Die Entstehung der Ureilite ist noch nicht genau bekannt. Nach einer Theorie wurden Ureilite im Inneren eines Grundkörpers mit angehäuften Kristallen gebildet.

## Bekannte Ureilite
Einer dieser Ureilite ist der 2008 TC3 (wurde als F-Typ-Asteroid identifiziert).